# David Bedella
David Bedella (ur. 25 września 1962 w Chicago, w stanie Illinois) – amerykański aktor teatralny, telewizyjny i filmowy pochodzenia meksykańskiego.

## Życiorys

### Kariera
W latach 1980-90 pracował w Candlelight Dinner Playhouse w Chicago, gdzie debiutował mając 18 lat w musicalu West Side Story. W 2001 przeprowadził się do Londynu.
Występował także w musicalach takich jak Jesus Christ Superstar (1993-97) jako Kajfasz, HMS Pinafore (2000), Och, jaka noc (Oh What A Night, 2002) jako Brutus i The Rocky Horror Show (2006-2010) w roli doktora Franka N Furtera.
W 2004 roku odebrał nagrodę teatralną im. Laurence’a Oliviera za rolę w musicalu Jerry Springer – The Opera przy Royal National Theatre: Lyttelton & Cambridge Theatres, a także jako Joseph Jefferson w A Chorus Line. Od 27 lipca 2004 do 2 sierpnia 2005 pojawiał się także na srebrnym ekranie jako chirurg plastyczny dr Carlos Fashola w brytyjskim serialu BBC Szpital Holby City (Holby City). Na dużym ekranie wystąpił w filmach: Red Light Runners (2004) w roli Trinny, Aleksander (Alexander, 2004) jako kronikarz i Batman: Początek (Batman Begins, 2005) w roli Maitre D. Zdaje się, że zdobył największą sławę w muzyczno-przygodowym horrorze komediowym BBC Jerry Springer: The Opera (2005) jako rozgrzewający się mężczyzna Jonathan Wierus w pierwszym akcie i Szatan w akcie drugim (w wersji teatralnej zebrał owacje na stojąco od Glenn Close).
Jego głos to typowy baryton, chociaż pomyślnie śpiewa również tenorem a nawet kontratenorem, przykładem może być jego wykonanie niektórych części w musicalu Jerry Springer The Opera.

## Życie prywatne
Gorliwy chrześcijanin, od 1997 jest związany z Pressleyem Sutherlandem, pastorem kościoła w Londynie.

## Filmografia

### Filmy
- 2004: Aleksander (Alexander) jako Kronikarz
- 2004: Red Light Runners jako Trinny
- 2005: Batman: Początek (Batman Begins) jako Maitre D
- 2005: Jerry Springer: The Opera  (TV) jako Warm up guy (konferansjer "„rozgrzewający”" widownię) / Szatan

### Seriale TV
- 2004-2005: Szpital Holby City (Holby City) jako Carlos Fashola
- 2005: Błogosławiony (Blessed) jako właściciel restauracji